# Färöischer Fußballpokal 1981
Der Färöische Fußballpokal 1981 fand zwischen dem 29. April und 23. August 1981 statt und wurde zum 27. Mal ausgespielt. Im Endspiel, welches im Gundadalur-Stadion in Tórshavn auf Kunstrasen ausgetragen wurde, siegte Titelverteidiger HB Tórshavn mit 5:1 gegen TB Tvøroyri und konnte den Pokal somit zum vierten Mal in Folge sowie zum 17. Mal insgesamt gewinnen.
HB Tórshavn und TB Tvøroyri belegten in der Meisterschaft die Plätze eins und zwei, dadurch erreichte HB Tórshavn das Double.

## Teilnehmer
Teilnahmeberechtigt waren folgende 44 Mannschaften der vier färöischen Ligen:
| 1. Deild                                                                                     | 2. Deild                                                                                         | 3. Deild                                                                                 | 4. Deild |
| B36 Tórshavn B68 Toftir GÍ Gøta HB Tórshavn ÍF Fuglafjørður KÍ Klaksvík TB Tvøroyri VB Vágur | EB Eiði Fram Tórshavn LÍF Leirvík MB Miðvágur NSÍ Runavík Royn Hvalba SÍ Sørvágur TB Tvøroyri II | B36 Tórshavn II B68 Toftir II B71 Sandur HB Tórshavn II SÍ Sumba SÍF Sandavágur Skála ÍF | AB Argir B36 Tórshavn III B68 Toftir III EB Eiði II Fram Tórshavn II GÍ Gøta IV HB Tórshavn III HB Tórshavn IV ÍF Fuglafjørður II KÍ Klaksvík II KÍ Klaksvík III LÍF Leirvík II MB Miðvágur II NSÍ Runavík II Royn Hvalba II SÍ Sørvágur II SÍF Sandavágur II Skála ÍF II TB Tvøroyri III VB Vágur II VB Vágur III |

## Modus
Für den Pokal waren alle Mannschaften der ersten vier Ligen zugelassen, somit auch die B-, C- und D-Vertretungen. Zunächst ermittelten die 21 Viertligisten in zwei Runden die neun Teilnehmer für die 2. Runde, in der dann auch sieben Drittligisten hinzukamen. Eine Runde später griffen die acht Zweitligisten in den Wettbewerb ein, in der 4. Runde wurde das Teilnehmerfeld durch die acht Erstligisten komplettiert. Alle Runden wurden im K.-o.-System ausgetragen.

## Qualifikationsrunde
Die Partien der Qualifikationsrunde fanden am 29. April statt.
|                | Ergebnis |                   |
| -------------- | -------- | ----------------- |
| B68 Toftir III | 0:3      | GÍ Gøta IV        |
| HB Tórshavn IV | 5:0      | B36 Tórshavn III  |
| Royn Hvalba II | 1w/o 1   | VB Vágur II       |
| SÍ Sørvágur II | 2:1      | SÍF Sandavágur II |

## 1. Runde
Die Partien der 1. Runde fanden am 6. Mai statt. VB Vágur II erhielt ein Freilos.
|                  | Ergebnis |                    |
| ---------------- | -------- | ------------------ |
| EB Eiði II       | 3:4      | NSÍ Runavík II     |
| Fram Tórshavn II | 0:7      | HB Tórshavn III    |
| GÍ Gøta IV       | 2:1      | LÍF Leirvík II     |
| HB Tórshavn IV   | 9:2      | AB Argir           |
| KÍ Klaksvík II   | 6:3      | ÍF Fuglafjørður II |
| SÍ Sørvágur II   | 1:2      | MB Miðvágur II     |
| Skála ÍF II      | 1:5      | KÍ Klaksvík III    |
| VB Vágur III     | 0:8      | TB Tvøroyri III    |

## 2. Runde
Die Partien der 2. Runde, in welcher sieben Drittligisten dem Wettbewerb beitraten, fanden am 15. Mai statt.
|                 | Ergebnis  |                 |
| --------------- | --------- | --------------- |
| GÍ Gøta IV      | 1:3       | SÍF Sandavágur  |
| HB Tórshavn III | 4:2       | B71 Sandur      |
| HB Tórshavn IV  | 1w/o 1    | VB Vágur II     |
| KÍ Klaksvík II  | 3:1       | Skála ÍF        |
| KÍ Klaksvík III | 1:3 n. V. | HB Tórshavn II  |
| MB Miðvágur II  | 0:7       | B68 Toftir II   |
| NSÍ Runavík II  | 0:4       | B36 Tórshavn II |
| TB Tvøroyri III | 1:2       | SÍ Sumba        |

## 3. Runde
Die Partien der 3. Runde, in welcher die acht Zweitligisten dem Wettbewerb beitraten, fanden am 28. Mai statt.
|                 | Ergebnis  |                |
| --------------- | --------- | -------------- |
| B36 Tórshavn II | 2:1       | MB Miðvágur    |
| B68 Toftir II   | 0:1       | Fram Tórshavn  |
| HB Tórshavn II  | 4:1 n. V. | SÍ Sørvágur    |
| HB Tórshavn III | 3:1       | EB Eiði        |
| HB Tórshavn IV  | 8:3       | TB Tvøroyri II |
| KÍ Klaksvík II  | 0:2       | NSÍ Runavík    |
| SÍ Sumba        | 3:4       | Royn Hvalba    |
| SÍF Sandavágur  | 1:0       | LÍF Leirvík    |

## 4. Runde
Die Partien der 4. Runde, in welcher die acht Erstligisten dem Wettbewerb beitraten, fanden am 8. Juni statt.
|                 | Ergebnis  |                 |
| --------------- | --------- | --------------- |
| B36 Tórshavn II | 1:5       | KÍ Klaksvík     |
| Fram Tórshavn   | 3:4       | B36 Tórshavn    |
| HB Tórshavn II  | 0:3       | ÍF Fuglafjørður |
| HB Tórshavn III | 0:4       | GÍ Gøta         |
| HB Tórshavn IV  | 0:7       | TB Tvøroyri     |
| NSÍ Runavík     | 0:2 n. V. | B68 Toftir      |
| Royn Hvalba     | 3:5       | VB Vágur        |
| SÍF Sandavágur  | 1:4       | HB Tórshavn     |

## Viertelfinale
Die Viertelfinalpartien fanden am 28. Juni und 12. Juli statt.
|             | Ergebnis              |                 |
| ----------- | --------------------- | --------------- |
| B68 Toftir  | 0:2                   | ÍF Fuglafjørður |
| HB Tórshavn | 3:2                   | VB Vágur        |
| KÍ Klaksvík | 3:0                   | GÍ Gøta         |
| TB Tvøroyri | 1:1 n. V. (5:4 i. E.) | B36 Tórshavn    |

## Halbfinale
Die Hinspiele im Halbfinale fanden am 18. Juli statt, die Rückspiele am 8. August.
|             | Gesamt |                 | Hinspiel | Rückspiel |
| ----------- | ------ | --------------- | -------- | --------- |
| HB Tórshavn | 1:0    | KÍ Klaksvík     | 1:0      | 0:0       |
| TB Tvøroyri | 4:3    | ÍF Fuglafjørður | 2:2      | 2:1       |

## Finale
| Paarung  | HB Tórshavn – TB Tvøroyri |
| Ergebnis | 5:1                       |
| Datum    | 23. August 1981           |
| Stadion  | Gundadalur, Tórshavn      |
| Tore     | ?                         |